# Huntsman Program in International Studies and Business
Das Huntsman Program in International Studies and Business ist ein Studiengang an der University of Pennsylvania. Er verbindet Wirtschaft, Fremdsprachen und Allgemeinbildung und ist nach dem Industriellen und Stifter Jon Huntsman senior benannt.
Absolventen des Huntsman Programms erhalten zwei Abschlüsse: einen Bachelor of Arts in International Studies von der allgemeinbildenden Fakultät und einen Bachelor of Science in Economics von Penn’s Wharton School.
Zu den Voraussetzungen gehört unter anderem auch, dass mindestens ein Semester des Studiums im Ausland absolviert wird.
Jährlich werden aus über 1000 Bewerber etwa 45 Studenten zugelassen. Um Chancen auf eine Zulassung zu haben, müssen Bewerber fließend in mindestens einer Fremdsprache sein, fortgeschrittene Mathematikkenntnisse haben und einen zusätzlichen Bewerbungsaufsatz schreiben. Das Huntsman Programm ist bei der Zulassung der Studenten selektiver als die drei renommiertesten Ivy-League-Universitäten Harvard, Yale und Princeton.
Die insgesamt 206 Studenten der Abschlussklassen 2008, 2009, 2010 und 2011 repräsentieren 34 Nationalitäten und 30 US-Bundesstaaten.
Momentan werden elf "Target Languages" angeboten: Arabisch, Chinesisch, Französisch, Deutsch, Hindi, Italienisch, Japanisch, Koreanisch, Portugiesisch, Spanisch und Russisch.
Die Anzahl von Huntsman Alumni ist noch immer ziemlich gering, da die erste Klasse erst 1998 abgeschlossen hat.
Es gibt nun insgesamt 261 Huntsman Alumni. Eine vergleichsweise sehr hohe Zahl von Huntsman Alumni wurde mit diversen renommierten akademischen Auszeichnungen wie zum Beispiel Rhodes Scholarships oder Fulbright Fellowships ausgezeichnet.